# アントニオ・パニッツィ

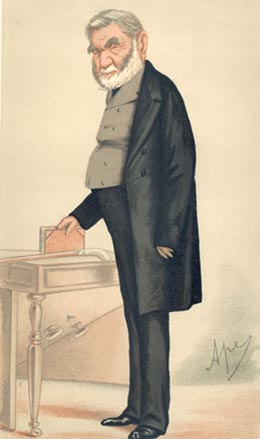
アントニオ・パニッツィ

アントニオ・ジェネージオ・マリア・パニッツィ（Antonio Genesio Maria Panizzi, 1797年9月16日 - 1879年4月9日）は、大英博物館図書館の司書、大英博物館第6代館長。名を英語読みしてアンソニー・パニッツィ（Anthony Panizzi）とも呼ばれる。
イタリアのモデナ公国に生まれ、若くして弁護士となった。しかし政治的にはリベラル派で革命家に近く、同志が逮捕されて裁判で反逆罪を宣告されたことから国外に逃亡し、1823年にイギリスに亡命、1832年にイギリスに帰化した。この間、故郷のモデナでは不在裁判で死刑を宣告されている。
1823年にロンドンにたどり着いたパニッツィははじめ英語を話すことができず、イタリア語を教授したりルネサンスの歴史を講じたりしていたが、やがて英語も話せるようになってロンドン大学で教授職を得た。しかし、当時のイギリスの制度では、講義を受講する学生の数で教授の俸給が左右されたため、不人気なイタリア史を講ずるパニッツィは困窮し、1831年につてを得て大英博物館図書館に司書補として就職した。
パニッツィは大英博物館図書館の蔵書目録編成に着手し、目録の再編を推進した。この業績が次第に認められて、パニッツィは1837年に刊本部長、1856年には主任司書、大英博物館館長となった。彼は1866年まで館長を務め、1857年には現在まで大英博物館の中心的建造物となっている円形閲覧室を建設した。退職後の1869年にはナイトに叙任されている。
パニッツィは目録の作成にあたり、当時急速に膨張していた図書館の蔵書を利用者が容易に取り出すことができるようにした、新しい目録規則の必要性を主張した。パニッツィに至って、図書館の目録は著者名、出版社名、出版地、出版年などの書誌情報を統一的な基準によって記述することが可能になり、図書館目録は蔵書の書名を漫然と記録した蔵書リストから、利用者が蔵書を検索するためのツールになることができた。
彼の考案した規則は『91箇条の目録規則』Ninety-One Cataloguing Rulesにまとめられ、20世紀半ばまで100年近くにわたって大英博物館図書館の目録法として使われた。また『91箇条の目録規則』は20世紀後半以降、世界の図書館目録で書誌記述の基礎となった国際標準書誌記述（ISBD）の起源となった。この功績から、パニッツィは「近代目録法の祖」と呼ばれている。